# Михаил Мило Павловић
Михаил Мило Павловић (Цетиње, 1. јуни 1934 — Цетиње, 27. децембар 2014) био је српски сликар и педагог из Црне Горе.

## Биографија
Михаил Мило Павловић је завршио Педагошки факултет у Ријеци на Одсјеку за ликовну умјетност и ликовно образовање. Као стипендиста Фонда „Моша Пијаде” боравио је у L’École Beaux-Arts у Паризу и на Уметничкој академији „Рјепин” у Лењинграду (1970).
Имао је преко 50 самосталних изложби. Учествовао је на 372 изложбе по Југославији и свету.

## Награде
- Награда за сликарство СПК НРЦГ (1955, 1956);
- Награда на изложби "Европско сликарство", Лисон, Милано (1965);
- Награда Југословенског ликовног салона „13. новембар“, Цетиње (1968);
- Награда на изложби „НОБ у делима југословенских уметника“, Београд (1971);
- Награда на XI међународној колонијалној изложби, Струмица (1968);
- Награда града Цетиња (1975); награда на VI Југословенском бијеналу акварела (1979);
- Награда за акварел, Међународни уметнички догађај "Земља и људи", Краснодар, СССР (1991);
- Награда на Међународној изложби акварела, Њујорк, САД (1991);
- Награда за акварел, Међународни фестивал уметности, Сечуан, Кина (1991);
- Награда на изложби „Акварел 20. века“, Музеј модерне уметности, Њујорк (1992);
- Награда за поставку „Врата пакла“, Почитељ, Босна и Херцеговина (2000);
- Награда "Акварел Канаде", Отава (2001);
- Награда „Октоих“ (1978).

## Уметничко дело
Павловић је сликао црногорске пејзаже у пастелу и акварелу, свеже и експресивне у боји, уопштене до апстрактности (Моја Анамарија подели небо лепотом, 1983). Префињеним тоналним односима плаве, љубичасте, ружичасте, наранџасте, црвене..., и светлости која се рађа из истог извора, Павловић ствара суптилне хармоније и топло интонирану сањиву атмосферу. У неким пејзажима се губе реалистичне форме, али се задржавају унутрашњи знаци асоцијативног процеса. У својим уљеним сликама, насталим крајем шездесетих, приступа апстракцији и експериментише са пастозним, неформалним слојевима боје (Мисли о мору, 1968; Микрокосмос, 1968).

По речима Младена Ломпара, Павловић је сликајући црногорске пејзаже, користио симбиозу техника сликања уља на платну и акварела:
"Црногорски пејзажи, захваљујући оваквом начину сликања, изгледају имагинарно. Пејзаж је транспонован у меку рефлексију и нежност. И овде је најбољи тако што полихромију и апстрактне детаље, чак и урбане целине, своди на носеће или препознатљиве елементе".